# Leçons de conduite (roman)
Pour les articles homonymes, voir Leçons de conduite.
Leçons de conduite (titre original : Breathing Lessons) est un roman écrit par Anne Tyler, publié pour la première fois chez Knopf en 1988 puis traduit en français et publié en 1994.

## Prix
Leçons de conduite a reçu le prix Pulitzer de la fiction 1989.

## Adaptations
- Leçons de conduite de John Erman, téléfilm sorti en 1994 avec James Garner et Joanne Woodward.